# Theridion musivum
Theridion musivum är en spindelart som beskrevs av Simon 1873. Theridion musivum ingår i släktet Theridion och familjen klotspindlar. Inga underarter finns listade i Catalogue of Life.